# منطقه متاثر از حرارت

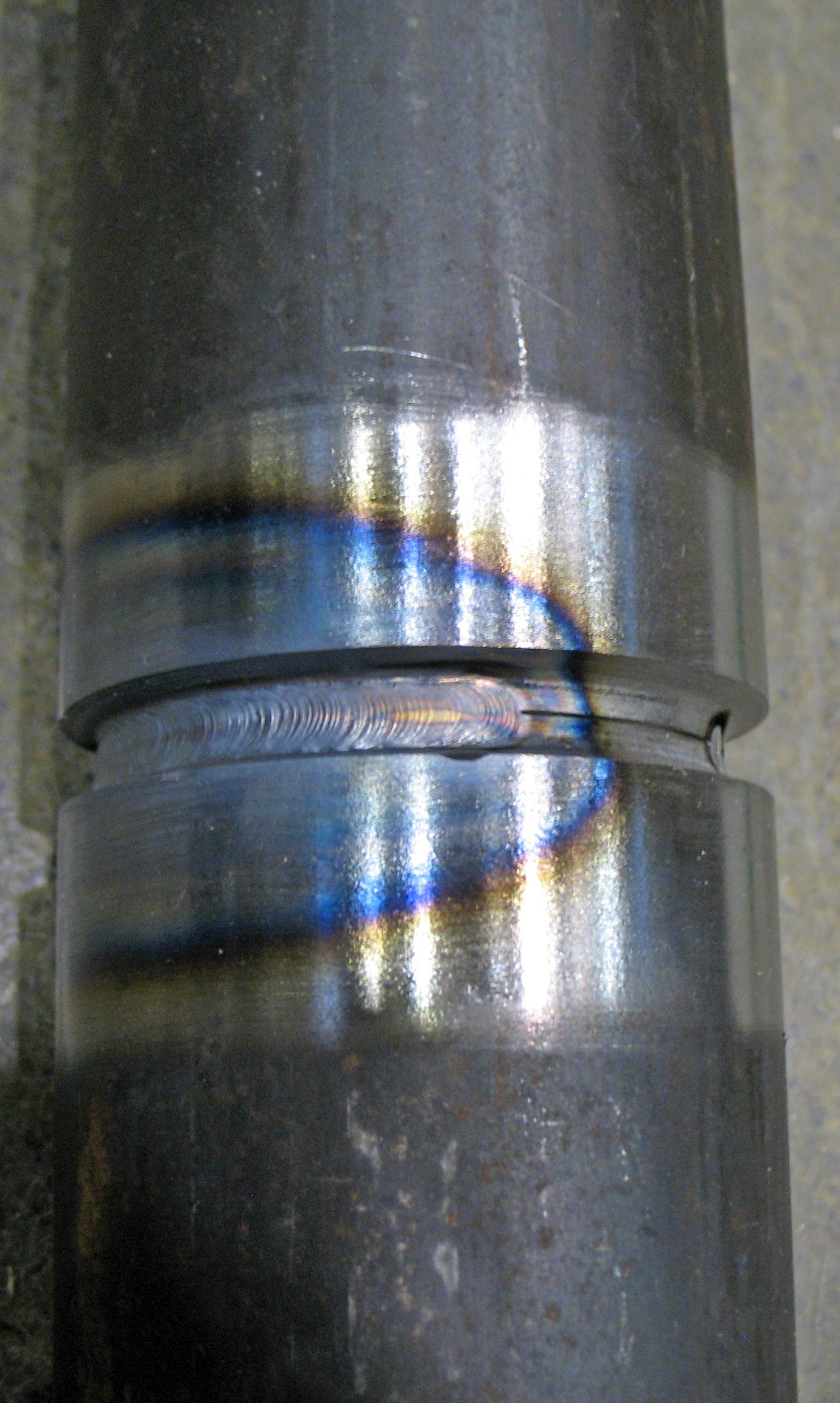
ناحیه متاثر از حرارت در لوله جوشکاری شده

در طی فرایند برش فلزات و یا جوشکاری فلزات، فلز گرمای تولید شده را جذب می کند .این گرما به وسیله لبه های برش به بدنه فلز منتقل می‌شود که دلیل آن نیز رسانایی خوب فلزات است ، منطقه‌ای بین فلز ذوب شده و فلز پایه که دست نخورده مانده است، ایجاد می‌شود که به آن منطقه، منطقه متاثر از حرارت (به انگلیسی: Heat-affected zone) یا  HAZ میگویند.

## نحوه تشکیل ناحیه متاثر از حرارت
در این ناحیه، فلز پایه ذوب نشده، اما برای مدت زمانی کوتاه دمای آن بسیار بالا رفته‌است. فلز مجاور ممکن است حرارت کافی برای تغییر در ساختار و خواص از قبیل: تبدیل فاز، تبلور مجدد، رشد دانه، رسوب یا درشت سازی رسوبی، تردی یا حتی ترک خوردگی، جذب کرده باشد. به دلیل ساختار تغییر یافته، ناحیه متأثر از گرما ممکن است دیگر از خواص مطلوب ماده اصلی برخوردار نباشد و از آنجا که ذوب نشده‌است، نمی‌توان خواص آن را مشابه حوضچه جامد شده در نظر گرفت. در نتیجه، منطقه متأثر از گرما اغلب ضعیف‌ترین منطقه در اتصال جوشی است. به جز در مواردی که نقص آشکاری در حوضچه جامد شده وجود دارد، بیشتر شکست‌های جوشکاری در منطقه متأثر از گرما ایجاد می‌گردد.منطقه متاثر از حرارت به واسطه یک سری از رنگ های روشن بین سطح جوشکاری و برشکاری و قسمت غیر متأثر فلز پایه قابل تشخیص است این رنگ ها از زرد کمرنگ تا  بنفش متغیر هستند محاسبه تاثیرات منطقه متاثر از حرارت در طراحی بسیار مهم است زیرا که ضعیف ترین قسمت یک ساختار، همین منطقه می باشد. استحکام یک ساختار اندازه استحکام ضعیف ترین نقطه آن است بنابراین در نظر نگرفتن منطقه متاثر از حرارت در محاسبات ممکن است باعث ایجاد اشتباهات فاحش در عملکرد شود.
منطقه متاثر از حرارت به واسطه برش های مکانیکی، برش های گرمایی و جوشکاری ایجاد می شود. در برش های مکانیکی باید از مقاومت برشی فلز عبور کنیم بیشتر انرژی به گرما تبدیل شده که همین امر در عمر تجهیزات و همچنین فلز در حال برش تاثیر می گذارد. در روش های برش گرمایی مانند برش با لیزر یا برش پلاسما از گرما برای برش استفاده میشود که دوباره همان تغییرات قبل رخ می‌دهد. در جوشکاری مشابه آنچه در برش گرمایی اتفاق افتاد از دمای بالا برای اضافه کردن مذاب یا ذوب کردن خود قطعات استفاده می‌شود. ساختار منطقه متاثر از حرارت تاثیر بسزایی در کیفیت قطعه نهایی دارد.
در جوشکاری منطقه متاثر از حرارت (در انگلیسی :Heat affected zone ) به قسمتی از یک ماده از جنس فلز یا ترمو پلاستیک گفته میشود که ذوب نشده است اما ریز ساختار و ویژگی های آن به واسطه جوشکاری یا برش حرارتی تغییر یافته است.گرمای ناشی از جوشکاری و خنک کاری پس از آن باعث ایجاد این تغییر از سطح جوش تا انتهای درجه حساس (sensitizing temperature) در فلز پایه میشود.

## هر رنگ به چه معناست؟
چون در طی فرایندهای ساخت از دماهای مختلفی استفاده می شود پس دسته ای از رنگ ها در فلز قابل مشاهده است. این رنگ ها از زرد کمرنگ تا آبی پررنگ تغییر می کند. زرد کمرنگ در دمای ۲۹۰ درجه سانتیگراد و آبی پررنگ در دمای ۶۰ درجه سانتیگراد به وجود می‌آید.جدول زیر شامل بخشی از رنگ ها و دمایی است که در آن بوجود می آیند:
| رنگ         | دما(سانتی گراد) |
| ----------- | --------------- |
| زرد کم رنگ  | 290             |
| زرد کهربایی | 340             |
| زرد         | 370             |
| قهوه ای     | 390             |
| بنفش        | 450             |
| آبی         | 540             |
| آبی سیر     | 600             |

رنگ بندی در سطح جوشکاری شده متاثر از دما. قسمت تیره تر بیانگر تاثیر پذیر از دماهای بالاتر است.

مواردی که بر این رنگ بندی تاثیر گذارند عبارتند از:
شرایط سطحی: سطوح سخت سریعتر اکسید می شوند در نتیجه رنگ تیره تری تشکیل خواهد شد.
خلوص سطحی: ناخالصی هایی همچون گرد و غبار رنگ و روغن نیز بر این رنگبندی تاثیرگذارند این ناخالصی ها ممکن است باعث تغییر رنگ شوند اما در گستردگی منطقه متاثر از حرارت تاثیر گذار نیستند .
دسترسی به اکسیژن :محدود کردن دسترسی به اکسیژن اکسیداسیون را نیز کاهش می دهد استفاده از وسایل محافظتی که باعث کاهش دسترسی به اکسیژن میشوند بر روی رنگ ها تاثیر گذار است. 
کروم دهی: وجود کروم باعث افزایش مقاومت در برابر اکسیداسیون می شود.
گستردگی و بزرگی تغییرات ویژگی ها بطور قابل توجهی به فلز پایه، فلز به کار رفته در فیلر جوش، مقدار و تمرکز حرارت ورودی توسط فرایند جوشکاری بستگی دارد.

## فرایندهای مختلف
ضریب نفوذ گرمایی یا خنثی سازی دمایی در فلز پایه نقش بزرگی را داراست اگر ضریب نفوذ بالا باشد نرخ خنک سازی ماده نیز بالا بوده و در نتیجه ناحیه متاثر از حرارت کوچک خواهد بود، متقابلاً ضریب نفوذ پایین به خنک کاری آهسته‌تر و منطقه متاثر از حرارت بزرگتر منجر خواهد شد . مقدار حرارت داده شده در طول فرایند جوشکاری نیز نقش مهمی را داراست، در فرایندهای مانند جوشکاری اکسیژن که از حرارت ورودی بالا استفاده می شود، همین امر باعث افزایش اندازه ناحیه متاثر از حرارت شده است . در پروسه هایی مانند جوشکاری با پرتو لیزر و یا جوشکاری با پرتو الکترون مقادیر کم، اما با تمرکز بسیار بالایی از گرما را داریم که باعث ایجاد منطقه متاثر از حرارت کوچک می‌شوند. فرایند جوشکاری با قوس الکتریکی بین این دو حد بالا و پایین قرار می‌گیرد به طوری که مقادیر ورودی گرما در یک فرایند بخصوص تغییر می کند .
برای محاسبه گرمای ورودی در جوشکاری قوس الکتریکی از فرمول زیر استفاده می شود:
{\displaystyle Q=\left({\frac {V\times I\times 60}{S\times 1000}}\right)\times \mathrm {Efficiency} }
Q = گرمای ورودی(kJ/mm), V = ولتاژ(V), I = جریان (A), S = سرعت جوشکاری (mm/min).
بازده به فرایندهای جوشکاری استفاده شده وابسته است به طوری که با جوش قوس الکتریکی تنگستن، بازده برابر با 0.6 و با جوش قوس الکتریکی فلز پوشش دار و همچنین جوشکاری قوس الکتریکی با گاز محافظ مقدار بازده برابر 0.8 و در جوشکاری زیر پودری بازده برابر با 1 خواهد بود. برخی از پروسه های جوشکاری و بازده آنها در زیر نشان داده شده است:
| process                                                   | efficiency factor |
| --------------------------------------------------------- | ----------------- |
| [Submerged arc welding]                                   | [1]               |
| [Manual metal arc /Shielded metal arc welding]            | [0.8]             |
| [Cored wire welding /Flux cored arc welding]              | [0.8]             |
| [Metal active gas/Metal inert gas /Gas metal arc welding] | [0.8]             |
| [Tungsten inert gas / Gas tungsten arc welding]           | [0.6]             |
| [Plasma arc welding]                                      | [0.6]             |

## چگونه ناحیه متاثر از حرارت را کاهش دهیم؟
ناحیه متاثر از حرارت یک محصول جانبی غیر دلخواه است و حذف آن به طور کلی غیر ممکن است و فقط می توان این منطقه را کاهش داد. 
کم کردن تشکیل ناحیه متاثر از حرارت: بهترین کار است که ار اتفاق این محصول نامطلوب جلوگیری کنیم، در فرایند جوشکاری یا برش فلزات کلید کار در سرعت انجام فرایند است، هرچه فلز پایه زمان کمتری در معرض حرارت باشد HAZ تشکیل شده کوچک تر خواهد بود .
فرایندهای پس از تشکیل:  پس از شکل‌گیری این ناحیه امکان استحکام بخشی، دوباره به فلز وجود دارد .اگر فرایند ما جوشکاری باشد استحکام بخشی را می‌توان با جوشکاری بهبود دهی(pre or post welding)انجام داد .
بازپخت انحلالی (solution annealing  ) : یکی از راه هایی است که می توان برای بهبود خواص فلز پایه به کار گرفت این فرایند شامل گرم کردن فلز و نگه داشتن در یک دمای مشخص جهت محکم کردن پیوندهای فلز می باشد. 
فرایند های مکانیکی از قبیل سنگ زنی به بهبود ظاهری کمک خواهد کرد.